# Morimus misellus
Morimus misellus là một loài bọ cánh cứng trong họ Cerambycidae.